# Kristina Winberg
Pour les articles homonymes, voir Winberg.
Kristina Winberg, née le 27 mai 1965, est une personnalité politique suédoise, membre du parti des Démocrates de Suède. Le 25 mai 2014, Winberg est élue au parlement européen lors des élections européennes de 2014 en Suède. Elle est exclue de son parti en 2019. 

## Biographie
Winberg a travaillé pour le journal Jönköpings-Posten pendant 8 ans, a été agente de voyages, puis aide-soignante pour les personnes atteintes de démence. En 2010, elle est candidate à la Riksdag ; elle est membre du conseil communal de la municipalité de Jönköping depuis 2010. 
Winberg devient tête de liste des Démocrates de Suède pour le parlement européen le 27 janvier 2014. Le 25 mai 2014, elle est élue, ; elle et Peter Lundgren deviennent les premiers représentants de leur parti au parlement européen,.
Elle dénonce en 2019 des faits d'agression sexuelle commis par Peter Lundgren à l'encontre d'une autre parlementaire membre des Démocrates de Suède. Selon la presse suédoise, c'est ce qui lui vaut d'être exclue de la liste du parti pour les élections européennes de mai 2019. Le parti des Démocrates de Suède justifie pour sa part cette exclusion par son «comportement répréhensible et imprudent tant vis-à-vis de collègues que du personnel» du parti.